# Credo (folyóirat)
A Credo – evangélikus folyóirat (korábban Credo – Evangélikus Műhely) 1995 óta jelenik meg az 1979-ben indult Diakonia – Evangélikus Szemle című folyóirat utódaként. A Magyarországi Evangélikus Egyház negyedévenként megjelenő kulturális lapjaként elsősorban a keresztény értelmiségnek szól, teológiájában elkötelezetten lutheránus, de nyitott az ökumené jegyében más felekezetek felé is, amely a szerzőgárdában is meglátszik. A lap az egyház számára is fontos közéleti kérdésekkel foglalkozó (teológiai) írások, illetve a társadalomtudományi esszék és véleménycikkek, interjúk mellett történelmi, művészettörténeti, irodalomtörténeti és zenetörténeti tanulmányokat is közöl tudományterületük elismert kutatóinak tollából, ezek mellett minden lapszámban van szépirodalmi anyag is és recenziók. 

## A lap szerkesztősége
Főszerkesztő: Isó M. Emese
Szerkesztők: Bojtos Anita, Csermelyi József és Mádl Janka
Olvasószerkesztő: Miklósné Székács Judit és Diószegi Rita
Az 1995-ben indult lap főszerkesztője Veöreös Imre volt, akit id. Hafenscher Károly váltott 1998-ban. 2000-től, a szerkesztői feladatoktól visszavonuló Hafenscher Károlyt Mányoki János váltotta a lap élén, majd 2009-től új főszerkesztővel és szerkesztőbizottsággal, megújult formátummal folytatta szolgálatát a Credo az evangélikus egyházban és a nyilvánosság előtt. „Folytassunk párbeszédet a körülöttünk lévő világgal, a viruló vagy szomorodó környezettel, ismerjük meg a társadalmat, amelyben élünk, legyünk nyitottak, értelmezzük magunkat – kereszténységünket és evangélikusságunkat – újra és újra!”  – írta bevezetőjében a főszerkesztő, Zászkaliczky Zsuzsanna. 2020 végétől Isó M. Emese művészettörténész főszerkesztése mellett készül a lap.

## Credo-estek
A Credo folyóirat rendszeresen szervez esteket, beszélgetéseket, amelyek hagyományos lapbemutatók mellett, a lapban is előkerülő társadalmi, egyházi kérdéseket boncolgató vitáknak adnak helyet. Az utóbbi évek estjei online is elérhetőek és visszanézhetőek az evangélikus egyház Youtube-csatornáján.

## Credo-könyvek
2021-ben elindult a Credo-könyvek sorozata is. Első kötete az Arról beszélni, ami van. In memoriam Pilinszky János címmel megjelent antológia (2021), második kötete az Ezt cselekedjétek! Tanulmányok az úrvacsoráról címet viseli (2022). 